# Epilohmannia minuta
Epilohmannia minuta är en kvalsterart som beskrevs av Berlese 1920. Epilohmannia minuta ingår i släktet Epilohmannia och familjen Epilohmanniidae. Inga underarter finns listade i Catalogue of Life.